# Samuel D. Burchard
Samuel Dickinson Burchard, född 17 juli 1836 i Leyden, New York, död 1 september 1901 i Wise County, Texas, var en amerikansk politiker (demokrat). Han var ledamot av USA:s representanthus 1875–1877.
Burchard är begravd på Greenwood Cemetery i Wise County i Texas.